# Північні хрестові походи
Північні хрестові походи (інша назва Балтійські хрестові походи) — це серія військових кампаній католицьких держав і лицарських орденів проти язичницьких фінських, західнослов'янських і балтійських племен з метою підкорення та навернення цих народів до католицтва, завоювання та колонізації їхніх земель для створення нових феодальних держав або розширення вже існуючих.
Початком Північних хрестових походів вважається заклик Папи Целестина III в 1195 році. Проте заклики до проведення хрестового походу на балтських язичників звучали раніше, наприклад, у буллі Папи Олександра III Non parum animus noster, виданої у 1171 або 1172 р.
Останньою хвилею експансії хрестоносців вважається Велика війна 1409–1411 років. Об'єднане військо Польського королівства і Великого князівства Литовського остаточно зупинило наступ німецьких лицарів, завдавши їм нищівної поразки у Грюнвальдській битві 1410 року.
Інколи хрестовими походами у літературі та кінематографі називають військові кампанії шведських та німецьких лицарів проти православних Галицько-Волинського князівства та Новгородської республіки. Далеко не всі воєнні операції Північних хрестових походів вважалися хрестовими походами в Середніх віках, деякі з них були названі хрестовими походами тільки в XIX столітті національними істориками на хвилі націонал-романтизму.

## Причини і передумови конфліктів
Північні хрестові походи зумовили початок військових походів християнських правителів на територію сучасної Естонії, Фінляндії, Латвії, Литви та Польщі. Корінне язичницьке населення, зазнавало примусового навернення до християнства. Провідну роль в походах зіграли військово-релігійні ордени, хоча вони були не єдиною силою, що брала участь у війнах з язичниками. Окрім лицарів вигоду від хрестових походів отримало німецьке купецтво і духовенство.
Німецькі купці вели торгівлю у Балтиці з початку XII століття. Спочатку торговельний шлях з північної Німеччини проходив через острів Готланд до Фінської затоки і закінчувався у Новгороді. Проте згодом європейське купецтво почало спроби проникнути на ринки тих територій, що зараз належать країнам Балтії. Для німців було вигідно заснувати декілька торговельних факторій, зокрема, у гирлі річки Західна Двіна. Через ці торговельні пункти вони могли забезпечувати торгівлю хутром, медом і шкірою з місцевими племенами. Проте німецькі торговці не були достатньо захищені під час торговельних місій, бо місцеві язичники по-іншому розуміли процес торгівлі та статус приватного майна. Тому процес встановлення торговельних зв'язків супроводжувався місіонерською діяльністю. Однак місіонерська діяльність проходила зі складнощами, місцеві неохоче приймали християнство, а якщо і приймали, то це було скоріше формальністю. Така ситуація призвела до активізації діяльності католицького духовенства у справі християнізації північних земель, що з рештою було схвалено Папою Целестином III у 1195 році.
Причиною зацікавленості католицьких правителів у хрестових походах на півночі Європи був незбалансований розподіл прибутків від торгівлі на Балтиці, в тому числі це стосувалося торгівлі рабами. Це зумовило незвичний характер конкуренції між державами у регіоні, який полягав у тактиці коротких рейдів на території держав, що знаходилися на узбережжі Балтійського моря. Наприклад, у 1140-х років ободрити, які більше за всіх використовували цю тактику, вторгнулися до Ютландії і грабували данські території, або Королівство Польське, яке здійснювало походи на ободритів на початку XII століття. Згодом такі короткі військові операції, направлені на забезпечення економічних інтересів еліт перетворилися на більш масштабні хрестові походи на язичників.
Народи, що були цілями вторгнень під час проведення Північних хрестових походів, це:
- Полабські і поморські слов'яни, що жили між річками Ельбою та Одером (у походах брали участь дани та німецькі князі, починаючи з Вендського хрестового походу 1147 року). Причина, чому підкорення цих племен було одним із пріоритетних напрямків — це конкуренція за торгівлю на Балтиці між слов'янами з одного боку та німецькими князями і Данією з іншого.[6]
- Фінські народи зазнавали нападів з боку шведів в 1150-х роках, у 1249 та 1293 роках., данів в 1191 і 1202 роках.; християнізація в цих районах почалася раніше. Регіони на півдні Фінляндії також були зв'язані з торгівлею на Балтиці і в XII ст. вступили у більш тісний політичний і економічний контакт зі Швецією.[7]
- Ліви, латгали, та ести зазнали вторгнень від німців та данів у 1193–1227 роках. Економічний інтерес німецького купецтва полягав у розширенні своєї присутності у Прибалтиці за рахунок заснування нових міст і католицьких общин у басейні річки Західна Двіна.[5]
- Прусси, які були підкорені протягом майже століття починаючи з 1230 року.
- Литовські племена жемайтів і аукштайтів, які чинили особливо запеклий опір хрестоносцям і спромоглися зберегти свою незалежність.

## Основні напрямки експансії

### Вендський хрестовий похід
Німці здійснювали спроби підкорити полабських слов'ян протягом декількох століть, ще з часів династії Каролінгів. Ці спроби не припинялися за часів Східнофранкського королівства і Священної Римської Імперії. Однак походи імператорів з метою християнізувати слов'ян і включити їх землі до складу імперії мали короткострокові наслідки. Полабські слов'яни залишалися де-факто язичниками, на рубежі XI - XII століть вони навіть частково відтіснили німців на захід. Імперське духовенство також здійснювало мирні спроби навернути слов'ян у католицтво, але і це в них не виходило. Одночасно з початком другого хрестового походу у Франкфурті у 1147 р. був проведений Рейхстаг, на якому саксонська знать домоглася дозволу розпочати власний хрестовий похід на найближчих язичників. Саксонці і Дани уклали союз проти слов'янського вождя Ніклота, дві саксонські армії і два данські флоти вирушили на слов'ян. Герцог Саксонії Генріх Лев взяв в облогу місто Добін, інша армія взяла в облогу місто Деммін. І хоча Ніклоту вдалося розсіяти данські армії, він був вимушений укласти мир, і разом зі своїми дружинниками прийняти християнство. Окрім цього, князь Ніклот став фактично васалом і данником Саксонського герцога. Католицьке духовенство сприйняло цю війну як поразку, хоча німецька знать, очевидно, здобула для себе вигоду.
В цілому, результат першого Північного хрестового походу можна охарактеризувати як неповну перемогу, але саме з цієї події почався поступовий процес остаточного підкорення поморських слов'ян.
Наступні походи на поморян відбулися вже без санкції Папи Римського. Король Данії Вальдемар Великий здійснив морський похід на них у 1159 році, а вже у 1160 разом з Генріхом Левом вони знову захопили Померанію, вбили князя Ніклота і розділили його землі. Протягом наступних десятиліть землі Поморських і Полабських слов'ян були християнізовані і колонізовані німцями.
Велику роль у колонізації слов'янських земель зіграв маркграф Бранденбурзький Альберт Ведмідь, його нащадки — маркграфи Бранденбурга з династії Асканії, а також католицька церква.

### Шведські хрестові походи
У ХІІ столітті південна Фінляндія та Карелія була залучена до торгівлі на Балтійському морі. Існує багато свідчень про тісні зв’язки між південними прибережними регіонами Фінляндії та західним узбережжям Швеції, Фінська затока слугувала одним із торговельних шляхів між Новгородом та Скандинавією. Цей шлях став навіть більш значущим після того, як на початку ХІІІ століття Орден мечоносців заснував місто Рига у гирлі річки Західна Двіна, таким чином монополізувавши торгівлю у Прибалтиці. Докази присутності шведів у Фінляндії у ХІ–ХІІ ст. є малочисельними. У "Флорентійському документі", написаному приблизно 1120 року, Фінляндія та Гестія (мається на увазі Естонія) названі як території, на яких діють шведські місіонери. У листі від 1171 року. Папа Олександр III закликав шведів встановити постійну присутність у Південній Фінляндії та згадує, що на той момент вже були спроби здійснити експедиції до регіону, але місцеве населення неохоче приймало християнство.
Про початок християнізації Фінляндії достовірних даних з писемних джерел небагато. За легендою, король Швеції Ерік IX (1156–1160 рр.) здійснив Перший хрестовий похід на Фінляндію. Ці свідчення співпадають з тим фактом, що саме в цей час почалося поступове включення фіно-угорських племен в сферу впливу Швеції. Про другий хрестовий похід відомо з римованої Хроніки Еріка, що написана на початку XIV століття. В хроніці не надається дат, але скоріше за все, похід відбувся у 1238–1250 роках, після чого південна Фінляндія підкорилася Швеції.
Третій похід відбувся у 1293 році. у Карелію. Скоріше за все, він був спровокований нападами фінів на шведські і новгородські поселення. У 1293 році шведи здійснили експедицію у Карелію, закріпилися у тому регіоні і заснували фортецю Виборг.
«Хрестові походи» шведів у Фінляндію були скоріше невеликими експедиціями з метою підкорити периферійний регіон, що знаходився на північ від торговельних шляхів з Новгородом. Місцеві племена були християнізовані, були засновані поселення шведських колоністів.

### Лівонський хрестовий похід
Територія Лівонії до хрестових походів була заселена племенами естів і балтів. Західна Двіна була важливим транспортним і торговельним пунктом, при цьому багато з місцевих племен економічно були пов'язані з князівствами північної русі, а деякі з місцевих племен платили данину Русі.
Після християнізації західних слов'ян за ініціативою архієпископа Бременського Хартвіга II Папа Іннокентій III схвалив проведення хрестового походу у північну Балтію. В 1198 році Єпископ Альберт з 500 лицарями висадився біля гирла Західної Двіни. В 1202 році був заснований Орден мечоносців. Він складався в основному з північнонімецької знаті і багатих торговців, тож у них був явний економічний інтерес у цьому регіоні. Незважаючи на мирні спроби християнізувати місцеві племена, лицарі вважали, що єдиний гарантований спосіб замирити місцеве населення — це змусити їх підкоритися і прийняти християнство. У 1198-1209 роках відбулася низка походів проти лівів і латгалів, що проживали на берегах Західної Двіни. У 1209–1218 роках лицарі розділили землі естів на півночі з Данським королем Вальдемаром. Були засновані численні укріплені населені пункти, такі як Рига і Кірхольм. Незважаючи на декілька повстань, у XIII–XIV століттях територія християнського регіону Лівонія була остаточно сформована.
Скоріше за все, саме економічні інтереси переважали у мотивах християн щодо колонізації басейну р. Західна Двіна.

### Прусський хрестовий похід
Спроби здійснити експансію у Пруссію відбувалися з боку польських лицарів, які здійснювали походи на північ від Мазовії, займали землі прусів і споруджували укріплення для захисту проти них. Зіткнення польських феодалів і прусських феодалів тривали протягом всього XII століття.
26 жовтня 1206 року Папа Іннокентій III видав буллу про християнізацію пруссів. Це стало приводом для спроби короля Данії Вальдемара I вторгнутися у Пруссію, проте похід закінчився безрезультатно. Одразу після цього активізувалося польське духовенство, заснувавши у 1212 році у Пруссії перший монастир. Почалися спроби мирної християнізації, які тільки загострили протистояння між прусськими племенами і християнами, прусси почали здійснювати більше грабіжницьких походів у прикордонні землі Польщі. З рештою, князь Конрад Мазовецький запросив Тевтонський орден у Пруссію задля замирення язичників. У 1228 році в Добжині польські лицарі заснували військово-релігійний орден, проте він не зіграв у подальших подіях великої ролі. У 1229 році Конрад Мазовецький передав Хелмінську землю Тевтонському ордену на 20 років. У 1230 році. Папа Григорій IX схвалив діяльність Тевтонського ордену у Пруссії. В 1233 році хрестоносці здобули першу перемогу і почали відтісняти пруссів. Були засновані нові замки з метою закріпитися в регіоні. У 1260 році відбулося велике повстання місцевого населення. У 1273 році очільник повстання Геркус Манто був вбитий, а у 1283 році Пруссія була повністю підкорена Тевтонським орденом.

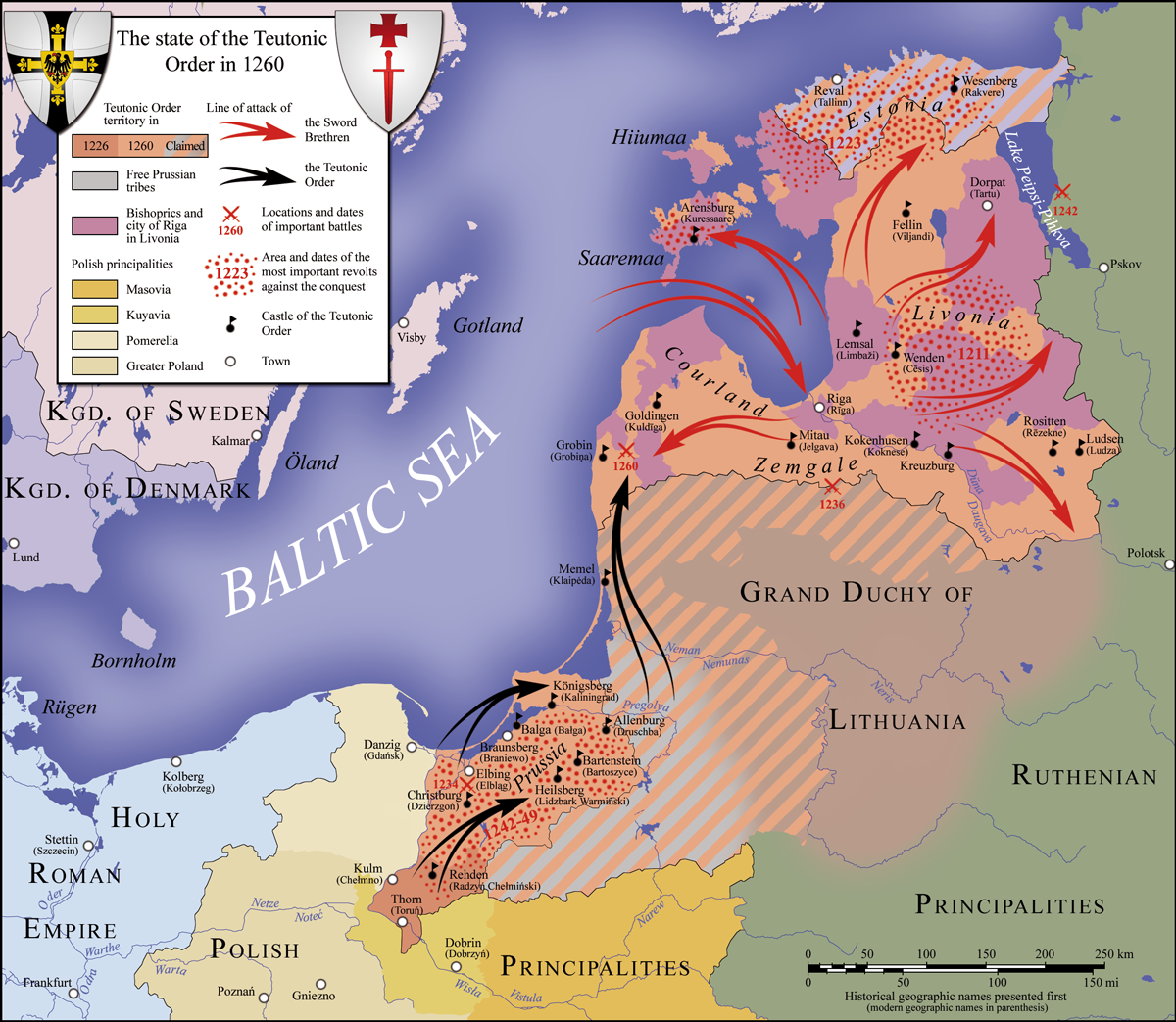
Прибалтика та Пруссія у 1260-ті рр.

Християнізація Пруссії мала і політичне значення. Папа Римський призначив Альберта Суербеєра Архієпископом Пруссії. При цьому поляки намагалися самостійно здійснювати християнізацію прусів, роблячи таким чином конкуренцію німецькому духовенству і не даючи можливості тевтонським лицарям здобути занадто багато впливу в регіоні.

## Роль лицарських орденів у хрестових походах в Прибалтиці
З самого початку Тевтонський орден з'явився 1199 року як братство при госпіталі у Палестині, в 1211 році братів ордену запросили тевтонських лицарів для охорони прикордонних земель Угорщини від половців. У 1225 році орден втратив землі в Угорщині, через те що король Ендре боявся посилення ордену. Після цього князь Конрад Мазовецький запросив їх у Прусію, де вони протягом 40 років зайняли чималу територію і утворили власну державу. До ордену могли приєднатися і представники знаті, і простолюд. Перші утворювали важку лицарську кінноту, останні — піхоту (сержантів). Лицарі були дуже ефективними у військовій справі, окрім того, вони сприяли християнізації регіону, споруджували нові фортеці і захищали їх від язичників. При цьому, як і інші ордени, Тевтонський орден був відносно малочисельним.
Саме тевтонці заснували такі східнопруські фортеці, як Бальга (1240–1250 рр.), Кенігсберг (1257 р.), Лохштедт (1270 р.), Бранденбург (1266 р.).
Перемогам ордена сприяв великий магістр Герман фон Зальца. В середині XIII століття Тевтонський орден захопив всю Пруссію, польське помор'я, третину Лівонії. Вплив Тевтонського ордену в регіоні був дуже сильним і залишався таким до Грюнвальдської битви 1410 року Орден мечоносців і Лівонський орден розпочинали як організації, створені для християнізації племен лівів і естів, а також для захисту європейських торговців на торговельному шляху біля річки Західна Двіна. Лівонський орден підкорився тевтонцям після важкої поразки від литовців після битви при Сауле (1236 р.).
Орден мечоносців зіграв незначну роль у завоюванні гирла Західної Двіни і латгалії. Незважаючи на несамойстійну роль ордену і його номінальне підкорення єпископу Альберту, в подальшому мечоносці почали більш самостійну діяльність. В 1208 році, коли єпископ Альберт поступово просувався на південь по Західній Двіні, лицарі Ордену мечоносців разом із християнізованими латгальськими нобілями здійснили похід у південну Естонію. Попри протести Альберта, які були викликані його небажанням зайвий раз провокувати естів, орден здійснив нові походи у південні райони Естонії у 1209–1210 роках. В той же момент, у 1210 році Папа Римський вирішив зробити діяльність Ордену Мечоносців незалежною від Альберта. З 1212 року мечоносці почали перемагати місцеві племена. В 1216 році південні регіони Естонії були підкорені і християнізовані. Північні ж райони не підкорилися хрестоносцям. Завоювання естів призвело до конфлікту інтересів між хрестоносцями з одного боку та Псковським князівством і Новгородською республікою з іншого. З рештою, військові конфлікти з Руссю 1216–1242 років призвели до поразки ордену, значних територіальних і людських втрат та подальшої інтеграції мечоносців з Тевтонським орденом.

## Наслідки
Хрестові походи проти язичницьких племен у Північній Європі призвели до їхнього підкорення і підпорядкування завойованих територій двом новим християнським державам — Тевтонському ордену у Пруссії і Лівонському ордену в Лівонії. При цьому північна Естонія відійшла Данії до 1346 року, південно-західна Фінляндія та західна Карелія — Швеції, а на землях Поморських і Полабських слов'ян утворилися нові феодальні володіння, такі як Мекленбурзьке герцогство та Бранденбурзьке маркграфство. Католицька церква християнізувала слов'янські, балтські і фіно-угорські племена Балтики. Завойовані території підлягали заселенню мігрантами зі Священної Римської імперії, Данії і Швеції. На завойованих хрестоносцями територіях, іноді на місці колишніх поселень, виникали нові міста і фортеці: Рига заснована німцями, Ревель — данцями, Виборг — шведами тощо. Деякі з них, як, наприклад, Рига, були важливими форпостами католицької церкви, резиденціями архиєпископів. Були розбудовані укріплені монастирі, які очолювали закріплені за ними адміністративні райони. Процес вищеописаних суспільно-політичних перетворень тривав до XIV століття, а в деяких регіонах — до XV.
У Пруссії та Лівонії відбулося етнічне розмежування між колоністами і завойованими народами. Міські громади були переважно німецькими або германізованими, а селянські — балтськими. Це призвело до часткового збереження нехристиянських звичаїв на селі. За думкою деяких дослідників, селяни повністю відмежувалися від християнських традицій, а десь язичницькі та християнські звичаї пережили синкретизм, при цьому остаточно асиміляція закінчилася під час Реформації.